# Sydney Payne
Sydney Payne (Victoria, 16 de septiembre de 1997) es una deportista canadiense que compite en remo.
Participó en dos Juegos Olímpicos de Verano, obteniendo dos medallas, oro en Tokio 2020 y plata en París 2024, en la prueba de ocho con timonel. 
Ganó dos medallas en el Campeonato Mundial de Remo, en los años 2018 y 2022. Además, obtuvo una medalla de bronce en el Campeonato Mundial de Remo en Sala de 2023.

## Palmarés internacional
| Juegos Olímpicos   | Juegos Olímpicos         | Juegos Olímpicos  | Juegos Olímpicos |
| Año                | Lugar                    | Medalla           | Prueba           |
| ------------------ | ------------------------ | ----------------- | ---------------- |
| 2020               | Tokio (Japón)            | Medalla de oro    | Ocho con timonel |
| 2024               | París (Francia)          | Medalla de plata  | Ocho con timonel |
| Campeonato Mundial |                          |                   |                  |
| Año                | Lugar                    | Medalla           | Prueba           |
| 2018               | Plovdiv (Bulgaria)       | Medalla de plata  | Ocho con timonel |
| 2022               | Račice (República Checa) | Medalla de bronce | Ocho con timonel |

| Campeonato Mundial | Campeonato Mundial   | Campeonato Mundial | Campeonato Mundial |
| Año                | Lugar                | Medalla            | Prueba             |
| ------------------ | -------------------- | ------------------ | ------------------ |
| 2023               | Mississauga (Canadá) | Medalla de bronce  | 2000 m             |